# Гёнен (река)
Гёне́н (тур. Gönen Çayı), в верхнем течении также Коджачай (Koca Çayı) — река на полуострове Малая Азия в Турции. Берёт исток на склонах хребта Каз между горами Сакар (Sakar Dağı) и Эйбек (Eybek Dağı, 1292 м) в районе Енидже в иле Чанаккале. Течёт на северо-восток, а затем в иле Балыкесир выходит на равнину и поворачивает на север. На правом берегу расположен город Гёнен. Впадает в залив Эрдек Мраморное море западнее деревни Мисакча. Длина реки — 134 км, площадь водосбора — 1402 км².
Сток реки уменьшается из-за малого количества осадков и более высоких температур в летнее время.
При впадении в Мраморное море Гёнен образует дельту, сравнимую с дельтой реки Тибр и дельтой Нила.
В античный период называлась Эсеп (Эзеп, Эзип, др.-греч. Αἴσηπος, лат. Aesepus). Упоминается Гомером в «Илиаде», как река, берущая исток на горе Ида (ныне — Каз) и протекавшая через город Зелия, лежащий у подножья горы Иды. Согласно интерпретации Гомера Страбоном являлась границей между Троадой и Мисией. Между Эсепом и Риндаком (ныне Мустафакемальпаша), около Кизика жили долионы (др.-греч. Δολίονες). По Страбону текла с вершины Иды, которая называется Котил (лат. Cotylus), восточнее реки Граник и впадала в Пропонтиду.
Речным богом был сын Океана и Тефиды.
Севернее деревни Мисакча реку пересекает автомобильная дорога Бига — Бандырма (Европейский маршрут E90).

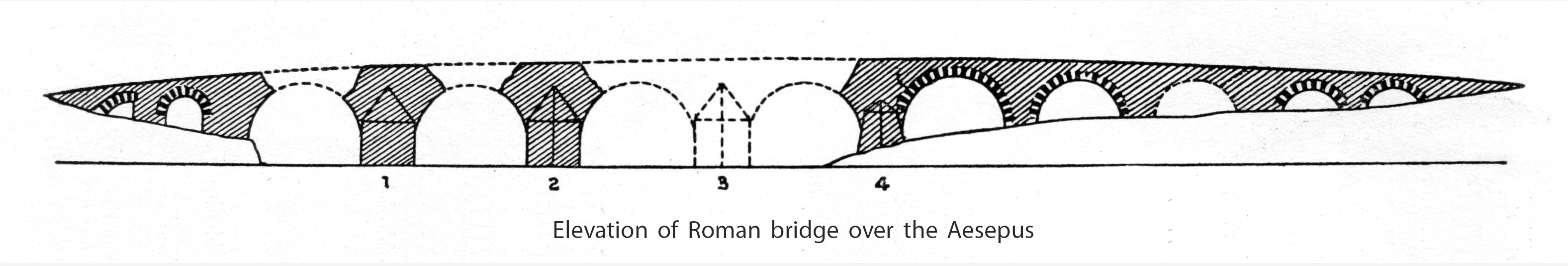
Римский мост через Эсеп. Рисунок Хэзлак, Фредерик Уильям

Руины римского моста через Гёнен исследовал англичанин Ф. У. Хэзлак в начале XX века. К его времени все четыре главные арки обрушились, полностью обрушилась третья опора слева, однако остальные опоры сохранились на всю высоту. Мост имеет ширину 5,6 м и длину около 158 м. Западный устой короткий и имеет две малые арки, восточный устой длиной 58 м опирается на пять арок уменьшающегося размера.
В ходе полевых исследований 14 таксонов рыб семейств лососёвых, карповых, сомовых, бычковых и вьюновых. Отмечены виды: обыкновенная плотва (Rutilus rutilus), обыкновенный сом (Silurus glanis), серебряный карась (Carassius gibelio), сазан (Cyprinus carpio), амурский чебачок (Pseudorasbora parva). В результате проведенных исследований было установлено, что наиболее богатое рыбное разнообразие принадлежало водохранилищу, расположенному в среднем течении реки и шлюзам регулятора, а доминирующая группа рыб, насчитывающая десять видов, принадлежала семейству карповых.
В Гёнен сбрасываются неочищенные стоки десятков промышленных предприятий, среди которых желатиновый завод, кожевенные заводы. Далее стоки загрязняют Мраморное море.